# 浪花兄弟 (台灣)
浪花兄弟（The Drifters），台灣音樂團體，由邱凱偉和楊常青所組，於2010年3月成立發行首張專輯。「浪花兄弟」因為周杰倫而誕生，在周杰倫在拍攝電視劇「熊貓人」時，於片廠遇見常青，靈機一動對常青表示：「我幫你組一團出唱片。」所以將同樣也是藝術設計出身的Darren與常青湊成一團，鼓勵兩人跨界當歌手出唱片，成促成了「浪花兄弟」團體的誕生。

## 成員
Darren是柯有綸從年幼時就熟識的朋友，畢業於澳洲墨爾本皇家技術大學主修視覺傳達設計，出道前的工作範圍除了設計公仔、插畫等工作以外，更參與廣告、MV、戲劇、電影等演出，在浪花兄弟首張專輯中更發揮了自己的設計專長，繪製了專輯的封面及包辦整張專輯的設計。常青則是周杰倫高中音樂老師的兒子，兩人相識於高中時期；常青在法國念了六年書，在巴黎國立高等藝術學院主修裝置及聲音藝術，父親是抽象藝術家楊維中，大伯父是知名作家楊牧。

## 主持
- 《好事聯播網》——分貝空間楊常青主持

## 音樂專輯
浪花兄弟同名專輯2010年
1. 太陽升起
2. 說好的幸福呢（搖滾版）
3. 曾經小太陽
4. 你是我的OK繃
5. 巴黎戀人
6. 爆炸頭星球
7. 讓一讓
8. 或許
9. 純愛
10. 地心引力
11. 想你就寫信

## 廣告代言
2010年美國棉(COTTON USA)年度廣告代言人

## 外部連結
- 《 浪花兄弟 The Drifters 》facebook官方粉絲專頁

- 杰威爾音樂 （页面存档备份，存于）（繁體中文）